# Ostap Sływynski
Ostap Sływynski (ukr. Остап Тарасович Сливинський, ur. 1978 we Lwowie) – ukraiński poeta, tłumacz, eseista, literaturoznawca oraz krytyk literacki.

## Życiorys
Z wykształcenia jest slawistą, doktoryzował się ze współczesnej literatury bułgarskiej. Współorganizator międzynarodowego festiwalu literackiego „Скрипти/Inscriptis” w latach 2003–2005. W latach 2006–2007 dyrektor programowy festiwalu literackiego w ramach Forum Wydawców we Lwowie. Od 2009 członek rady redakcyjnej polsko-niemiecko-ukraińskiego czasopisma „Radar”. Ostatnio tworzy na pograniczu poezji i sztuki wizualnej. Stypendysta programu Homines Urbani w 2008 roku. Stypendysta m.in. Willi Dedecjusza i programu Gaude Polonia (2003), laureat Nagrody im. Bohdana-Ihora Antonycza (1997), nagrody Ambasady RP za najlepszy przekład roku (Babadag A. Stasiuka – 2007) i nagrody Huberta Burdy (2009). Uhonorowany odznaką Zasłużony dla Kultury Polskiej. Twierdzi, że „opowiadanie to ucieczka przed czasem”.

## Dydaktyka
Od 2004 pracuje w Katedrze Filologii Polskiej na Narodowym Uniwersytecie Lwowskim im. I. Franki (ukr. Львівський національний університет імені Івана Франка; ang. Universitas Leopoliensis University of Lviv). Wykłada tam historię literatury polskiej oraz przekładoznawstwo. W roku 2020 jako profesor wizytujący wykładał na Uniwersytecie Śląskim w Katowicach.

## Nauka
Prowadzi serię wydawniczą „Warszawa-Ekspres: współczesna proza z Polski” w lwowskim wydawnictwie „Piramida”.

## Tłumaczenia
Tłumaczy z angielskiego, białoruskiego, bułgarskiego, macedońskiego, polskiego, rosyjskiego. Wśród autorów, których tłumaczył, są Czesław Miłosz, Tadeusz Różewicz, Jacek Podsiadło, Marcin Świetlicki, Andrzej Stasiuk, Olga Tokarczuk, Mikołaj Łoziński, Derek Walcott, Robert Bly, Georgi Gospodinow. Za przekład książki Andrzeja Stasiuka „W drodze do Babadag” dostał Nagrodę Ambasady RP na Ukrainie za najlepszy przekład roku 2007.

## Twórczość literacka
Wydał tomiki wierszy: Жертвоприношення великої риби (1998, Ofiarowanie wielkiej ryby), Полуднева лінія (2004, Linia południowa), М’яч у пітьмі (2008, Piłka w ciemności), Адам (2012, Adam), Зимовий король (2018, Zimowy król). Jego wiersze były wielokrotnie publikowane w polskich czasopismach: „Literatura na Świecie” (tłum. Justyna Marciniak i Anna Sławińska), „Korespondencja z ojcem” (tłum. Justyna Marciniak), „Pobocza”, „Pociąg 76” (tłum. Urszula Witwicka-Rutkowska), „Fraza”, „Znaj” i „Strony” (tłum. Bohdan Zadura). 
Jego poezje stanowią część dwóch antologii Bohdana Zadury: Wiersze zawsze są wolne. Przekłady z poezji ukraińskiej (Biuro Literackie – Kolegium Europy Wschodniej im. Jana Nowaka-Jeziorańskiego, Wrocław 2005, ISBN 83-8851-563-2; wydanie 2: Biuro Literackie – Kolegium Europy Wschodniej im. Jana Nowaka-Jeziorańskiego, Wrocław 2007, ISBN 978-83-60602-46-1) oraz 100 wierszy wolnych z Ukrainy (Biuro Literackie, Kołobrzeg 2022, ISBN 978-83-67249-06-5) a także Wschód – Zachód. Wiersze z Ukrainy i dla Ukrainy (2014; tłum. Aneta Kamińska).
W 2009 roku ukazał się w Polsce jego tomik Ruchomy ogień (tłum. Bohdan Zadura).